# SN 1917A
SN 1917A – supernowa typu II odkryta w lipcu 1917 roku w galaktyce NGC 6946. Jej maksymalna jasność wynosiła 13,60m.